# Enrico Marone Cinzano
Enrico Eugenio Antonio Marone Cinzano (Torino, 15 marzo 1895 – Ginevra, 23 ottobre 1968) è stato un imprenditore e dirigente sportivo italiano. Figlio di Alberto Marone e di Paola Cinzano, ultima erede della famiglia fondatrice dell'omonima casa produttrice di liquori, porterà a vita entrambi i cognomi dei genitori.

## Biografia
Arruolato volontario nel Regio Esercito allo scoppio della prima guerra mondiale, si congedò con il grado di sottotenente.
Fu a capo della Cinzano e presidente della squadra di calcio del Torino dal 1924 al 1928; durante la sua presidenza fu edificato lo Stadio Filadelfia.
Si è sposato due volte, di cui la seconda con Maria Cristina di Borbone-Spagna (1911-1996), figlia di Alfonso XIII di Spagna.
Dalla prima moglie, Noemí Rosa de Alcorta y García-Mansilla, ebbe Rosa Anna, Consuelo Paola ed Alberto Paolo; dalla seconda Vittoria Eugenia, Giovanna Paola, Maria Teresa e Anna Alessandra.